# Hôtel de ville d'Étampes
L'Hôtel de ville est un édifice situé à Étampes, en France.

## Localisation
Le monument est situé dans le département français de l'Essonne place de l'Hôtel-de-Ville, rue des Marionnettes et 15 rue Saint-Mars.

## Historique
L'édifice est daté des XVe siècle, XVIe siècle et XIXe siècle (1850,1855).
L'hôtel de ville est composé des anciennes maisons de Saint-Christophe puis de la Treille.
Le vestibule avec son escalier, la bibliothèque, la salle du conseil, le grand salon sont construits entre 1850 et 1855 par Auguste Magne, Pierre Magne et D. Ramée.
Les façades et les toitures y compris celles des ailes du XIXe siècle font l'objet d'une inscription au titre des monuments historiques par l'arrêté du 30 avril 1982. Le vestibule avec son escalier, la bibliothèque, la salle du conseil, le grand salon font l'objet d'une inscription au titre des monuments historiques par l'arrêté du 9 février 1987.

## Architecture
Le monument a été construit sous les maîtres d’œuvre Auguste Magne et D. Ramée et l'architecte Pierre Magne pour le remaniement du XIXe siècle[réf. nécessaire].